# Mercuriceratops gemini
Mercuriceratops es un género extinto de dinosaurio ceratópsido chasmosaurinido que vivió a finales de la era Cretácico, durante el Campaniense, en lo que es hoy Norteamérica. Sus restos fósiles se encontraron en la provincia de Alberta, Canadá y el estado de Montana, Estados Unidos. Sólo se conoce una especie, Mercuriceratops gemini, representada solo por dos huesos escamosos recolectados de secciones equivalentes temporalmente de la zona superior de la formación Río Judith y la zona inferior de la formación Dinosaur Park. Mercuriceratops es el más antiguo chasmosaurinido conocido de Canadá, y el primer ceratópsido anterior al Maastrichtiense que ha sido recolectado en ambos lados de la frontera entre Estados Unidos y Canadá. El nombre de Mercuriceratops se refiere al dios romano Mercurio, debido a su casco alado que recuerda a la gola de esta especie, junto a los términos griegos "ceras" (cuerno) y "ops" (cara), que son comunes entre los nombres de ceratópsidos.